# Andy Paul
Andreas Pavlou (Grieks: Αντρέας Παύλου), beter bekend als Andy Paul, is een Cypriotisch zanger.

## Biografie
Andy Paul emigreerde begin jaren zestig naar het Verenigd Koninkrijk. Daar startte hij zijn muzikale carrière, die beïnvloed zou worden door artiesten als Elvis, Cliff Richard, Tom Jones en Engelbert Humperdinck. Hij was jarenlang enkel actief in het Verenigd Koninkrijk, totdat hij in 1984 deelnam aan de Cypriotische nationale finale voor het Eurovisiesongfestival. Hij haalde het onder andere van Lia Vissi, en mocht aldus zijn vaderland vertegenwoordigen in Luxemburg. Hoewel hij met het nummer Anna Maria Lena pas op de vijftiende plek eindigde, betekende het de start van een bloeiende carrière in de Griekstalige wereld.